# Protium confusum
Protium confusum là một loài thực vật có hoa trong họ Burseraceae. Loài này được (Rose) Pittier miêu tả khoa học đầu tiên năm 1922.